# CM-43 (Spanje)

De CM-43

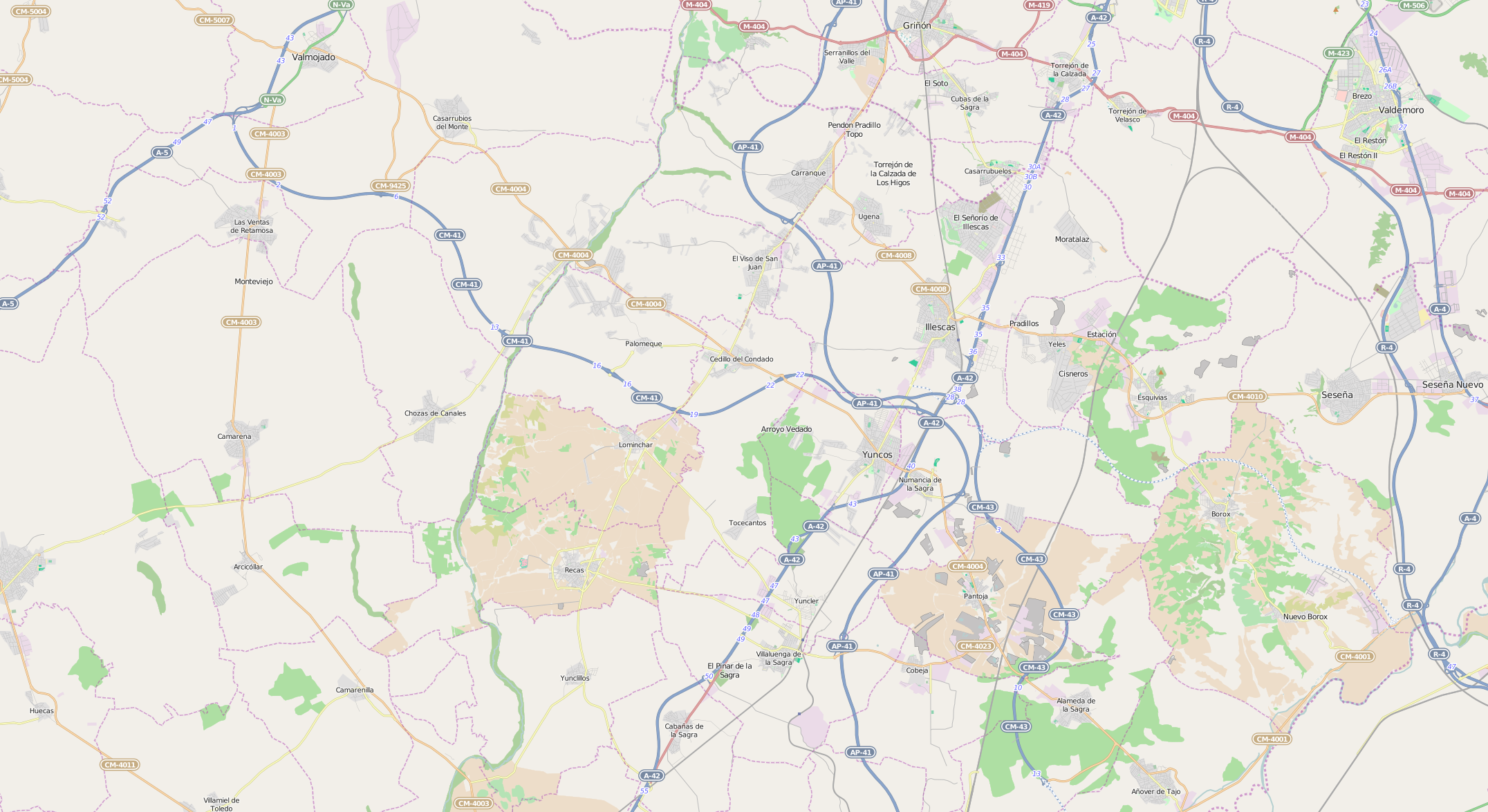

De CM-43 of de Autovía de la Sagra is een autovía in Castilië-La Mancha over een afstand van 14 kilometer. De snelweg is het verlengde van de CM-41 vanaf de kruising met de A-42 tot Añover de Tajo.